# Josef Rheinberger
Josef Gabriel Rheinberger (Vaduz, 17 de marzo de 1839 - Múnich, 25 de noviembre de 1901) fue un organista y compositor natural de Liechtenstein.
Compositor y organista, nacido en Vaduz, en el Principado de Liechtenstein, Baviera, el 17 de marzo de 1839; murió en Múnich, el 25 de noviembre de 1901. Cuando tenía siete años, ya se desempeñó como organista en su iglesia parroquial, y a los ocho años compuso una misa para tres voces. Después de disfrutar por un corto tiempo de las instrucciones del maestro del coro Schmutzer en Feldkirch, asistió al conservatorio de Múnich desde 1851 hasta 1854, y terminó su educación musical con un curso bajo Franz Lachner. En 1859 fue nombrado profesor de teoría de la música y de órgano en el conservatorio, cargo que ocupó hasta unos meses antes de su muerte. Además de sus deberes como maestro, actuó sucesivamente como organista en la corte de la Iglesia de San Miguel, director de la Sociedad del Oratorio de Múnich e instructor de los artistas solistas en la ópera real. En 1867 recibió el título de profesor real y se convirtió en inspector de la recién establecida escuela real de música, ahora llamada Real Academia de Música Rheinberger, año en el que se casó con su alumna Franziska von Hoffnaass. En 1877 fue ascendido al rango de director de la corte real, cargo que llevaba consigo la dirección de la música en la capilla real. Honrado por su príncipe con el título de nobleza y habiendo recibido el título honorario de Doctor en Filosofía por la Universidad de Múnich, Rheinberger ejerció durante más de cuarenta años como maestro de muchos de los jóvenes músicos más talentosos de Europa y América, tal vez con más influencia que ninguno de sus contemporáneos.
Como compositor, fue notable por su poder de invención, técnica magistral y un estilo noble y sólido. Entre sus doscientas composiciones se encuentran oratorios (en particular "Christoforus" y "Monfort"); dos óperas cantatas para soli, coro y orquesta ("La estrella de Belén", "Toggenburg", "Klãrchen auf Eberstein", etc.); obras más pequeñas para coro y orquesta; sinfonías ("Wallenstein"), oberturas y música de cámara para varias combinaciones de instrumentos. Lo más importante de todas sus obras instrumentales son sus veinte sonatas para órgano, las producciones más notables en esta forma desde Mendelssohn.
Rheinberger escribió muchas obras para textos litúrgicos, a saber, doce misas (una para coro doble, tres para cuatro voces, una cappella, tres para voces de mujeres y órgano, dos para voces de hombres y una con orquesta), un réquiem, Stabat Mater y una gran cantidad de motetes y piezas más pequeñas. Las misas de Rheinbergen ocupan un lugar destacado como obras de arte, pero algunas de ellas son defectuosas en el tratamiento del texto. Joseph Renner, Jr., ha remediado recientemente la mayoría de estos defectos e hizo que las misas estén disponibles para fines litúrgicos.
Entre sus alumnos se destacó Wilhelm Furtwängler.

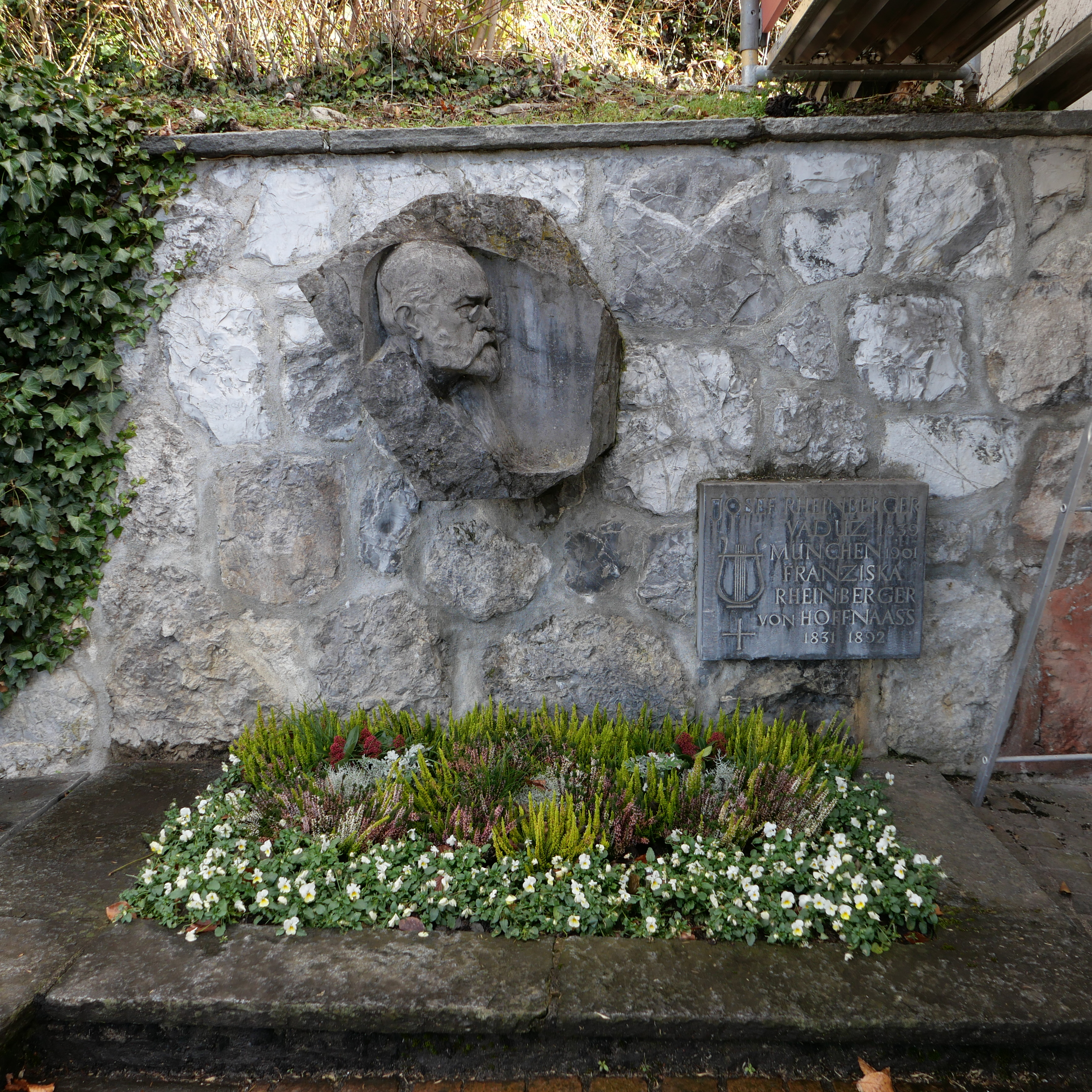
La tumba en Vaduz

Josef Rheinberger fue enterrado en el Antiguo Cementerio del Sur de Múnich. La tumba sufrió daños durante la Segunda Guerra Mundial y, por lo tanto, en 1949 fue trasladada al cementerio de la parroquia de St. Florin en su ciudad natal de Vaduz. Los restos mortales de Rheinberger y su esposa descansan allí desde 1989 en una tumba honorífica. Una lápida en el Antiguo Cementerio del Sur de Múnich recuerda a Josef y Franziska Rheinberger.